# Ready Player Two
Ready Player Two è un romanzo di fantascienza pubblicato il 24 novembre 2020 dall'autore statunitense Ernest Cline. Si tratta del continuo dell'opera di debutto dello scrittore, Player One, pubblicata nel 2011.
I piani per un sequel di Ready Player One furono annunciati la prima volta nel 2015, ma Cline iniziò a scrivere il libro alla fine del 2017.
Cline attribuisce ulteriori sviluppi al successo critico e finanziario dell'adattamento cinematografico del primo romanzo.

## Trama
Dopo gli eventi del primo romanzo i protagonisti, vincitori della gara di Halliday, si sono separati ed ora vivono in varie parti del mondo: Helen/Aech è in vacanza in Senegal con la sua fidanzata, Shoto si è trasferito presso la divisione Hokkaido della GSS e Samantha/Art3mis è tornata a Vancouver per fare le valigie e salutare sua nonna. Per tenersi occupato, Wade Watts decide di testare le sue nuove abilità di super utente: come spiegato nel precedente romanzo la vittoria della competizione gli ha dato il controllo totale di OASIS.
Wade trova un'iscrizione sull'Easter Egg di Halliday e, dopo aver seguito le indicazioni, scopre il primo auricolare ONI (OASIS Neural Interface) operativo. Questo auricolare prende il controllo della mente dell'utente e dà sensazioni del mondo reale all'interno di OASIS; tuttavia il dispositivo può essere utilizzato solo per dodici ore al giorno per prevenire morti causate dalla sindrome da sovraccarico sinaptico. Dopo averlo testato, Wade contatta gli amici per discutere su cosa farne. Il gruppo decide di commercializzarlo, nonostante il parere negativo di Samantha circa i rischi di un suo uso smodato.
Passano tre anni. Quando l'ONI raggiunge un determinato numero di utenti un nuovo enigma di Halliday appare: riguarda il ritrovamento di sette Schegge all'interno di OASIS per ripristinare "l'Anima della Sirena". Per Wade e i suoi amici comincia una nuova avventura, ma dovranno guardarsi da un nuovo e pericoloso nemico.

## Sviluppo
Nel 2015 lo sceneggiatore Zak Penn, autore dell'adattamento cinematografico di Ready Player One, in un'intervista a Den of Geek, anticipò che Ernest Cline fosse già all'opera nella realizzazione di un sequel del romanzo originale. Successivamente, nel dicembre 2017, lo stesso Cline confermò le indiscrezioni. Cline affermò inoltre che il romanzo avrebbe coinvolto tutti i personaggi del primo romanzo, esplorando nuovamente i riferimenti alla cultura pop come già avvenuto nel primo libro.
L'autore annunciò ulteriori sviluppi in seguito all'adattamento cinematografico del primo romanzo e citò il successo di critica e finanziario, nonché l'interesse dello studio nell'adattare un sequel, come ulteriore motivazione per finire ciò che aveva iniziato. Cline, in seguito, evidenziò il contributo di Steven Spielberg al processo di scrittura del libro. In un'intervista, comparsa sul sito Inverse, lo scrittore aggiunse inoltre di essersi concentrato "sulla scrittura del sequel [...]. Ci sono personaggi nel film che non compaiono nel libro. Mi sono focalizzato nel tentativo di dare ai fan il libro, senza lasciare che il film mi influenzasse".
Ready Player Two è stato pubblicato il 24 novembre 2020.
L'Hollywood Reporter annunciò che Wil Wheaton avrebbe curato l'audiolibro, come aveva fatto per Ready Player One.

## Adattamento cinematografico
Della realizzazione di un sequel si iniziò a parlarne già durante le riprese del primo film, come affermato dallo stesso autore: "Parlammo della possibilità che ci fosse un Ready Player Two quando eravamo ancora all'opera su Ready Player One. A Hollywood non si sa mai". 
Nel novembre 2017, Cline riconobbe come il rinnovato desiderio di scrivere il sequel Ready Player Two fosse dovuto principalmente al lavoro sulla sceneggiatura del primo film, così come ai validi riscontri sia finanziari che di critica ottenuti dal primo capitolo. L'autore aveva intuito e affermato che un sequel avrebbe potuto facilmente interessare uno studio cinematografico.
Entro marzo 2018, Cline lo avrebbe ribadito, affermando: "Penso ci siano buone probabilità che, se Ready Player One andrà bene, la Warner Bros. vorrà produrre un seguito. Non so se Steven Spielberg vorrebbe impegnarsi di nuovo, perché sa in cosa si andrebbe a infilare. Ha detto infatti che è stato il terzo film più difficile che abbia mai realizzato, nonostante dozzine e dozzine di film".
La co-protagonista Olivia Cooke è contrattualmente legata a tornare in un eventuale sequel.
Nel dicembre 2020 lo scrittore ha confermato lo sviluppo del secondo capitolo basato sul nuovo romanzo.

## Edizioni
- Ernest Cline, Ready Player Two, traduzione di Laura Spini, Mondadori, 2022,  p. 448, ISBN 978-88-04-75330-8.